# Bachvi
Bachvi (Georgisch: ბახვი) is een gemeenschap van vier dorpen in het zuidwesten van Georgië met 1907 inwoners (2014), gelegen in de gemeente Ozoergeti (regio Goeria). De dorpen liggen aan beide oevers van de Bachvistskali, een linkerzijrivier van de Soepsa.

## Toponiem
De naam Bachvi zou afgeleid van Bacchus, de Romeinse god van de wijn, roes en dronkenschap. Het dorp Bachvi stond en staat bekend om zijn wijnbereiding van de Goeriaanse wijnstokken Tsjchaveri, Mtevandidi en Dzjani.

## Geschiedenis
In de 19e eeuw omvatte de landelijke gemeenschap van Bachvi de dorpen Zeda Bachvi (of ook wel Sjoea Bachvi), Kveda Bachvi, Vake-Dzjvari, Oetsjchoebi en Bagdadi. De gemeenschap bevond zich midden tussen de rivieren Bachvistkal en Natani, aan de uiteinden van de hellingen van het Meschetigebergte. Het grootste deel van de gemeenschap bestond uit een vlakte die naar het noordwesten afhelde en dicht begroeid was. De wijnmakerij, bijenteelt en zijdeproductie waren de voornaamste economische activiteit.
In 1867 werd in opdracht van de bisschop van Imereti een koepelkerk in het dorp gebouwd en in 1874 kwam er een school. In 1876 telde het dorp 953 inwoners verdeeld over 150 huishoudens. In 1926 telde de gehele plattelandsgemeenschap Bachvi 3001 inwoners.
In de daaropvolgende jaren was Bachvi een van de centra van de revolutionaire beweging in Goeria en de uitgeroepen Goeriaanse Republiek. Op 23 februari 1905 overhandigden in Bachvi boeren hun eisen aan de regeringsvertegenwoordiger Sultan Krim Girey. Het zogeheten Bachvi-manifest geldt als een van de belangrijkste momenten in de geschiedenis van de Georgische democratisering. Ze eisten van de tsaristische regering de afschaffing van de slavernij van de aristocratie, landhervormingen, universeel onderwijs en een onmiddellijke volksstemming. In de Sovjetperiode lag in het gebied van de dorpsgemeenschap de nadruk op de productie van thee, net als in andere delen van Goeria, waaronder Naroedzja en Laitoeri.

## Demografie
Volgens de volkstelling van 2014 had de dorpsgemenschap (temi) Bachvi 1907 inwoners, en had een vrijwel mono-etnisch Georgische bevolkingssamenstelling (98,5%).
| Bevolkingsontwikkeling van de dorpsgemeenschap Bachvi | Bevolkingsontwikkeling van de dorpsgemeenschap Bachvi | Bevolkingsontwikkeling van de dorpsgemeenschap Bachvi | Bevolkingsontwikkeling van de dorpsgemeenschap Bachvi | Bevolkingsontwikkeling van de dorpsgemeenschap Bachvi |
|                                                       | 2002                                                  | 2014                                                  |                                                       |                                                       |
| ----------------------------------------------------- | ----------------------------------------------------- | ----------------------------------------------------- | ----------------------------------------------------- | ----------------------------------------------------- |
| Bachvi (temi)                                         | 2840                                                  | 1907                                                  |                                                       |                                                       |
|                                                       |                                                       |                                                       |                                                       |                                                       |
| Kveda Bachvi                                          | 980                                                   | 681                                                   |                                                       |                                                       |
| Zeda Bachvi                                           | 1197                                                  | 839                                                   |                                                       |                                                       |
| Msjvidobaoeri                                         | 377                                                   | 251                                                   |                                                       |                                                       |
| Okroskedi                                             | 286                                                   | 136                                                   |                                                       |                                                       |
| Verantwoording data: Volkstellingen 2002 en 2014.     |                                                       |                                                       |                                                       |                                                       |

## Bestuurlijke indeling
Bachvi is een dorpsgemeenschap (თემი, temi), bestaande uit vier dorpen: Kveda ('Beneden') Bachvi, Zeda ('Boven') Bachvi, Msjvidobaoeri en Okroskedi. Kveda Bachvi is het centrum van de dorpsgemeenschap.

## Vervoer
Kveda en Zeda Bachvi zijn bereikbaar vanaf de nationale route Sh2 (Ozoergeti - Tsjochataoeri). Het dichtstbijzijnde spoorwegstation ligt op ruim tien kilometer afstand in Ozoergeti, waar dagelijks treinen vertrekken naar Batoemi en Tbilisi.

## Geboren
Uit het dorp kwamen een aantal bekende Georgiërs uit de late 19e en vroege 20e eeuw, uit met name de Kikodze en Sjarasjidze families.
- Gabriel Kikodze (1825-1896), bisschop van Imereti.
- Dimitri Sjevardnadze (1885-1937), kunstschilder, kunstverzamelaar en intellectueel.
- Kristine Sjarasjidze (1887-1973), lid van het presidium van de Grondwetgevende Vergadering van de Democratische Republiek Georgië, wetenschapper in de Georgische letterkunde.
- Sjalva Kikodze (1894-1921), kunstschilder en graficus.